# Regnitz
Regnitz er en flod i Bayern i Tyskland, og en af bifloderne til Main  med en længde på 58 km. Den  har sit udspring hvor floderne Rednitz og Pegnitz løber sammen i byen Fürth. Herfra løber Regnitz nordover gennem byerne Erlangen og Forchheim, før den munder ud  i Main i byen Bamberg.
Et lille stykke  af Regnitz nær Bamberg er en del af Main-Donau-Kanalen som knyter Main til Donau.
49°29′12″N 10°59′12″Ø / 49.4867°N 10.9867°Ø